# Bazar (Aldeia, Suro-Craic)
Bazar ist eine osttimoresische Aldeia im Suco Suro-Craic (Verwaltungsamt Ainaro, Gemeinde Ainaro). 2015 lebten in der Aldeia 149 Menschen.

## Geographie und Einrichtungen
Die Aldeia Bazar liegt im Norden des Sucos Suro-Craic. Südlich befindet sich die Aldeia Ailau und nördlich die Aldeia Ria-Mori. Im Südwesten grenzt Nó-Ulo an den Suco Cassa, im Westen an den Suco Ainaro und im Osten an den zum Verwaltungsamt Hato-Udo gehörenden Suco Leolima. Die Grenze zu Leolima bildet der Belulik, die Grenze zum Suco Ainaro der Maumall. Der Maumall vereinigt sich mit dem Saral und es entsteht der Buronuno, der Grenzfluss zu Cassa. Diese Flüsse sind Nebenflüsse des Belulik.
Die Besiedlung der Aldeia gruppiert sich an der einzigen Straße, die das Zentrum durchquert. In der Mitte befindet sich das kleine Dorf Bazar und an der Südgrenze Suro-Craic, der Hauptort des Sucos. Neben dem Sitz des Sucos befinden sich dort ein Hospital und eine Kapelle.